# Marotaolana
Marotaolana är ett berg i Madagaskar. Det ligger i den norra delen av landet, 500 km norr om huvudstaden Antananarivo. Toppen på Marotaolana är 1 561 meter över havet, eller 51 meter över den omgivande terrängen. Bredden vid basen är 1,0 km.
Terrängen runt Marotaolana är huvudsakligen lite kuperad. Runt Marotaolana är det ganska glesbefolkat, med 22 invånare per kvadratkilometer. Närmaste större samhälle är Bealanana, 10,8 km nordost om Marotaolana. Omgivningarna runt Marotaolana är huvudsakligen savann.